# 小紅屋
小紅屋（こべにや）は、歌舞伎役者の屋号。
由来は不詳。
小紅屋の代表的な名跡には以下のものがある。定紋はいずれも不詳。
| 屋号            | 名跡                               | 定紋     | 定紋 |
| --------------- | ---------------------------------- | -------- | ---- |
| こべにや 小紅屋 | いちかわ いちじゅうろう 市川市十郎 | （不詳） |      |
| こべにや 小紅屋 | いちかわ がんぎょく 市川眼玉       | （不詳） |      |